# 데버라 리 퍼니스
데버라리 퍼네스(Deborra-Lee Furness, 영어 발음: /fɜːrˈnɛs/, 1955년 11월 30일 ~ )는 오스트레일리아의 배우, 제작자, 감독이다.

## 작품 목록

### 영화 출연
- Crossover Dreams (1985)
- Jenny Kissed Me (1985)
- The Humpty Dumpty Man (1986)
- Shame (1988)
- Act of Betrayal (1988)
- 셀리아 (1989)
- 블루 히트 (1990, Blue Heat)
- Waiting (1991)
- 사랑과 슬픔의 여로 (1991, Homo Faber)
- 뉴스보이 (1992)
- 엔젤 베이비 (1995, Angel Baby)
- 진다바인 (2006, Jindabyne)
- 몽유병 (2008)
- 뷰티풀 (2009, Beautiful)
- 블레스드 (2009, Blessed)
- 가디언의 전설 (2010) - 애니메이션

### 영화 연출
- 스토리스 오브 로스트 소울스 (2005, Stories of Lost Souls) - "Standing Room Only" 부분 (각본 겸임)

### 텔레비전 출연
- 프리즈너 (1979, Prisoner)